# Kristýna Znamenáčková
Kristýna Znamenáčková, roz. Sedláková (* 11. září 1988 Boskovice), je česká klavíristka.
Po studiu boskovického gymnázia nastoupila na brněnskou konzervatoř, kde studovala nejprve pod vedením Evy Horákové, poté u Dagmar Pančochové. S oceněním absolvovala v roce 2012 klavírním koncertem Des dur Sergeje Prokofjeva. V letech 2012–2015 absolvovala bakalářské studium hry na klavír na Hudební a taneční fakultě Akademie múzických umění v Praze u Františka Malého. V roce 2017 dokončila navazující magisterské studium hry na klavír na Hudební fakultě Janáčkovy akademie múzických umění v Brně pod vedením Aleny Vlasákové a Jana Jiraského. Roku 2021 dokončila na téže fakultě doktorské studium interpretace a teorie interpretace. Kromě toho v roce 2013 úspěšně dokončila obor španělský jazyk a literatura na Filozofické fakultě Masarykovy univerzity v Brně.
V roce 2015 se stala absolutní vítězkou soutěže Nadace Bohuslava Martinů za interpretaci jeho Sonáty pro klavír, H.350 a tato nahrávka byla také vybrána na výroční CD Institutu Bohuslava Martinů. Se soutěžním repertoárem v lednu 2017 vystupovala v pražském Rudolfinu v komorním abonentním cyklu České filharmonie, v prosinci 2017 pak tamtéž provedla se Stamicovým kvartetem skladatelův Klavírní kvintet č. 1, H.229.
Žije v Boskovicích. Působila jako učitelka a korepetitorka na ZUŠ v Blansku, později jako korepetitorka na konzervatoři v Brně.[zdroj?] Vedle výuky se věnuje sólové i komorní hře s důrazem na hudbu 20. století, spolupracuje se soudobým skladatelem Vítem Zouharem, se zájmem o minimalistickou a témbrovou hudbu se zúčastnila mimořádných hudebních projektů (živé provedení 24 hodin trvající skladby Erika Satieho Vexations na festivalu Moravský podzim), spolupracuje s četnými sólisty, například Janou Tajovskou Krajčovičovou nebo Petrou Machkovou Čadovou (koncertní provedení hudby Arva Pärta), a s Národním divadlem Brno. Pořádá také dobročinné koncerty. Působí jako korepetitorka a pomocná sbormistryně souboru Vernum 2013 Ensemble.
Věnuje se také kulturním aktivitám v Boskovicích a okolí, volnočasové práci s dětmi, šifrovacím hrám, amatérskému divadlu a fotografii. V letech 2018–2022 byla obecní zastupitelkou v Boskovicích za Českou pirátskou stranu. Zastupovala opozici v redakční radě Boskovického zpravodaje.

### Ocenění
- 2009 – Brněnská klavírní soutěž, 2. cena a Cena za interpretaci díla Leoše Janáčka
- 2012 – JAMU, Cena Nadačního fondu Antonína Moravce za absolventský koncert
- 2015 – Mezinárodní interpretační soutěž Nadace Bohuslava Martinů, 1. cena a Zvláštní cena za nejlepší interpretaci díla Bohuslava Martinů[5]